# Who Killed Mrs De Ropp?
Who Killed Mrs De Ropp? é um telefilme do Reino Unido do gênero drama lançado em 2007. O roteiro e a direção do filme foi feito por Sam Hobkinson.

## Elenco
- Ben Daniels,como Saki
- Gemma Jones,como Mrs. De Ropp
- Thomas Byrne,como Cyril
- Bill Milner,como Nicholas
- Samuel Honywood,como Conradin (como Sam Honywood)
- Julia Joyce,como Jane
- Madeleine Williams,como Enid
- Andrew Byrne,como Bobby